# 宇宙戦争 (横山信義)
『宇宙戦争19○○』（空白部には西暦下2桁が入る）は、横山信義作による日本の架空戦記、全3巻刊行。

## 概要
本作は太平洋戦争の架空戦記の1つではあるが、作者がそれまでに発表した「もし、歴史の流れが日本側に有利又は不利に働いたときにどうなるか」をテーマにした作品ではなく、H・G・ウェルズの書いた古典的SF小説『宇宙戦争』を下敷きに書かれた続編的作品であり、以降の展開は実際の歴史と連動していない。
ウェルズ作品との関連を臭わせる部分として、ロンドン襲撃に際し原作の登場人物とおぼしき人物が再登場していたり、イギリス海軍軍人の会話でサンダーチャイルドの名前を出すなどしている。
また、開戦直前における日本軍の無線封鎖を設定に組み込んで、火星人侵略に対し、日本本土及び日本軍の襲撃を受けない理由付けとしている。

## あらすじ

### 宇宙戦争1941
昭和16年12月8日。真珠湾攻撃に向かった第一次攻撃隊がハワイで見たものは、すでに炎上した真珠湾とアメリカ太平洋艦隊主力、そして炎上した真珠湾を三本の脚で動く正体不明の物体であった。その三本脚から攻撃を受けた攻撃隊は反撃をするものの、機銃掃射も急降下爆撃も効果がなく、逆にその兵器の放つ光の前に攻撃隊は壊滅状態となり、さらに湾内にある重油タンクも三本脚の攻撃により破壊され、真珠湾そのものが壊滅することとなる。
同日、同様の兵器がフィリピンやマレー、ベルリンとモスクワにも出現した。翌日にはサンフランシスコとロンドンに現れ、軍民の区別無く攻撃を行う。ロンドンに現れた三本脚に対し、それを見た人々の中には「奴らが帰ってきた」とつぶやく人がいた。
異形な兵器の存在に戸惑う各国に対し、イギリスより驚くべき情報が伝えられる。敵は太陽系第四惑星、すなわち火星から来た火星人であり、火星人は1900年のロンドン侵攻時より強力になった三脚兵器（トライポッド）と、新たな飛行兵器「フライング・スティングレイ（空飛ぶエイ）」を使って全地球規模での侵略を開始したのである。

### 宇宙戦争1943
1942（昭和17）年、火星人はユーラシア大陸、アメリカ大陸の広範囲に展開しその勢力を拡大しつつあった。一方地球側も「地球統合軍」設立に向けて動き始めていたが、国家間の相互不信から協力関係の構築が出来ない状況になっていた。
そんな中、「対火星人情報局（IAM）」がボルネオに火星人の重要施設がある可能性大と報告。10月、日米連合軍がボルネオ防衛の拠点の1つとなっているフィリピン･ルソン島への反攻作戦を開始した。しかしトライボットの待ち伏せ、米軍の日本軍への不信、さらには新たに出現した飛行するトライボットによる攻撃によって「陸奥」「加古」「古鷹」沈没などの損害を出して敗退した。
反攻作戦の失敗によって各国間の相互不信は頂点に達し、統合軍設立は瓦解の危機に陥った。それを払拭するべく、東条英機首相らが渡米し首脳会談で真珠湾攻撃に関する情報を開示し日米間の不信を解消する事に成功した。そして1943（昭和18）年4月、新兵器を携えた日米連合軍による第2次ルソン反攻作戦を開始。「三式弾乙型」による電波妨害、陸上機であるP-39によるFS迎撃、VT信管付き砲弾による砲撃により「ノースカロライナ」「ブルックリン」「ナッシュビル」「サンタフェ」沈没などの犠牲を出したものの戦闘に勝利しルソン島の奪回に成功した。
6月1日、地球統合軍が正式に発足。全世界の軍事力を結集した戦争体制の確立が成立した。しかし同じ頃、パロマ天文台から3年以内に地球に到達する人工天体群の存在が報告された。

### 宇宙戦争1945
人工天体群は地球を追う軌道を描いていており、天体ではなく火星人の本隊を乗せた宇宙船であると推測された。その宇宙船団が地球に到達すれば地球人類の敗北は必至、しかしそれまでに全占領地域の奪回を行うことはきわめて困難であると地球統合軍は判断していた。
そんな中、火星人の重要拠点があると目されるボルネオ島を偵察する中でボルネオから発せられる巨大な光芒と海岸線から基地へと伸びる道路、マハカム川の異常が報告された。統合軍は、光芒は宇宙船を地球の周回軌道に乗せるために制動を掛けているもの、道路とマハカム川の異常は光芒の発射装置の冷却水用のパイプを埋設したものであると判断した。
統合軍は世界各国に働きかけ、空海軍の総力を結集し光芒の照射装置の破壊を目的とする「オリンピック作戦」の実行を決定。1945年11月1日、ボルネオ島沖合に世界各国の艦艇や航空機が集結、人類の存亡を賭けた決戦が始まろうとしていた。

## 用語･兵器

### 地球
第十一課
火星人の地球侵略に対し軍令部第三部に新設された室課。
火星人に対する情報の収集と分析を目的としており。同様の部署として、参謀本部第二部に第十四課が新設された。
艦隊の大脱出（かんたいのエクソダス）
1942年4月末より始まったヨーロッパ主要国の海軍艦艇のアメリカへの脱出。海軍力と技術者やその研究資料の脱出を目的に行われた。
技術者たちは統合軍に所属し新兵器の開発や火星人の生態分析によって、海軍艦艇はオリンピック作戦時の参加兵力として対火星人戦争に寄与した。
対火星人情報局
アメリカの統合幕僚会議の提唱で発足した対火星人の情報分析機関。通称IAM。世界各国より派遣された情報将校たちが火星人に対する情報の収集解析を行っている。
三式弾乙型
日本海軍の対空砲弾三式弾を改良し、金属箔を多量に空中散布する砲弾(英語での呼称は「タイプスリーO」)。これに伴い、既存の三式弾は「三式弾甲」と呼称変更された。1943年4月の第2次ルソン奪回作戦で初めて使用され、電波誘導式のFS多数を墜落させる事に成功した。
地球統合軍
1943(昭和18)年6月1日に発足した全世界の軍隊を一元指揮するための機関。総司令部はワシントンDCに、副司令部は東京、トラック環礁、メジュロ環礁、シドニーに、さらに移動司令部がアメリカ重巡「ボルティモア」艦上に置かれた。総司令官はイギリス海軍のジョン・トーヴィー大将、副司令官はアメリカ陸軍のドワイト・D・アイゼンハワー大将が就任した。
オリンピック作戦
1945年11月1日に発動された世界各国の海空戦力を結集した作戦。作戦目標はボルネオ島の「制動機」、もしくは冷却装置であり、これを破壊する事で本隊の宇宙船は地球の周回軌道に乗る事が出来ずに通り過ぎていくと推定された。
作戦参加兵力は戦艦･巡洋戦艦32隻、空母54隻、巡洋艦106隻、駆逐艦480隻、艦上機3200機、基地機5800機。
烈風・F4U・F7F
オリンピック作戦に投入された艦上戦闘機。対FS用に大口径機銃を搭載（烈風･F4Uは30mm2丁、F7Fは37mm2丁）している。また烈風はエンジンにP&W R-2800を搭載。烈風には笹井醇一、西沢広義、坂井三郎らが搭乗した。
P-47／五式戦闘機「犬鷲」
オリンピック作戦に投入された陸上戦闘機。犬鷲は日本に供与されたP-47の日本側名称。烈風などと同じように30mm機銃4丁を搭載している。加藤建夫、黒江保彦ら日本人パイロットのほか、ハンス・ウルリッヒ・ルーデルらドイツ人パイロットも搭乗した。
P-65「パファダー」
P-47と共にオリンピック作戦に投入された陸上戦闘機。FSに初めて対抗できた戦闘機であるP-39の後継機として量産された。エンジンにパッカード･マーリンを搭載し、さらに燃料タンクの大型化などにより高速・長距離飛行を可能とした。オリンピック作戦以外にもアメリカ西海岸やソ連領内の戦場での主力戦闘機として使用されている。リディア・リトヴァクらロシア人パイロットやゲルハルト・バルクホルンらドイツ人パイロットなども搭乗した。
B-29
オリンピック作戦の「決戦機｣として投入された重爆撃機。37mm機銃を合計6丁(連装1基、単装4基)備えるなど防御火器も強化されている。オリンピック作戦には通常爆弾を搭載した機体の他に、「制動機」破壊用としてグランドスラム搭載用に改修された機体が参加した。開発国であるアメリカのみならず、野中五郎、村田重治、江草隆繁ら日本人パイロットやイギリス、ドイツ、ソ連などの国々のパイロットが搭乗した。

### 火星
トライポッド
火星人の主力兵器。本作には原典に登場した高さ100フィート(約30メートル)ほどの小型タイプの他、新たに高さ150フィート(約45メートル)の大型タイプも登場した。
主兵装である熱線の射程は、小型1万メートル、大型2万メートル。また海上を移動することは出来ないが、飛行ユニットを装着することでそれを可能にしている。
大型には通常型とは別に、フライング・スティングレイを操作するタイプや、電波妨害装置を搭載したタイプが存在する。
トライポッドは英語で三本脚の意味であり、ドイツ軍での呼称はドライペイン、日本軍の呼称はタカアシガニ。
フライング・スティングレイ
通称FS(日本側の呼称は飛びエイ)。火星人が使用する航空機で、30㎜以下の口径の機銃では貫通不可能な防御力と、空中静止、直角降下・上昇など驚異的な運動性能を持つ。
無人機であり、拠点もしくはトライポッドからの電波誘導で操作される。IAMではここに着目し、電波妨害を行うことで無力化する事を思いつく。
アンノウン・クリーチャー
通称UC。本作に登場するもう一種の火星人であり、従来の蛸型の支配種族と目されている。その正体は世代宇宙船を使用し太陽系外から来た宇宙人と思われるが、形態や文明様式、目的などの詳しい事は不明。

## 刊行本
- 『宇宙戦争1941』 2011年11月18日発売、ISBN 978-4-02-273976-6
- 『宇宙戦争1943』 2012年6月8日発売、ISBN 978-4-02-273994-0
- 『宇宙戦争1945』 2013年4月20日発売、ISBN 978-4-02-276000-5